# أوليفر ستون
- نقابة الكتاب الأمريكية الغربية

- (1986) فصيلة
- (1987) وول ستريت
- (1991) جي اف كي
- (1991) The Doors [الإنجليزية]
- (1994) قتلة بالفطرة

متحف الفن الحديث 
الأرشيف السينمائي في هارفارد [لغات أخرى] 
- جائزة سيدجيس الشرفية الكبرى [لغات أخرى] (2015)
- جائزة دونوستيا [لغات أخرى] (2012)
- جائزة لجنة التحكيم الخاصة [لغات أخرى] (1994)
- نيشان الفنون والآداب من رتبة ضابط[16] (يناير 1992)
- Dallas-Fort Worth Film Critics Association Award for Best Director [الإنجليزية]  (1991)
, عن عمل «جي اف كي»
- جائزة الأوسكار لأفضل مخرج[17] (26 مارس 1990)
, عن عمل «ولد في الرابع من يوليو»
- الدب الذهبي (1990)
- جائزة البافتا لأفضل إخراج [لغات أخرى][18] (20 مارس 1988)
, عن عمل «فصيلة»
- جائزة الأوسكار لأفضل مخرج[19] (30 مارس 1987)
, عن عمل «فصيلة»
- جائزة الدب الفضي [لغات أخرى] (1987)
- جائزة الأوسكار لأفضل سيناريو مقتبس[20] (9 أبريل 1979)
, عن عمل «قطار منتصف الليل»
- جائزة الأوسكار (1979)
- جائزة الغولدن غلوب (1979)
- ميدالية النجمة البرونزية
- وسام الفنون والآداب الفرنسي
- نجمة على ممر الشهرة في هوليوود
- شارة جندي المشاة القتالي [لغات أخرى]
- وسام حملة فيتنام
- الوسام العلوي من درجة قائد [لغات أخرى]
- جائزة نقابة الكتاب الأمريكية
- وسام القلب الأرجواني
- ميدالية الثناء
- جائزة نقابة المخرجين الأمريكيين
- ميدالية خدمة الدفاع الوطني [لغات أخرى]
- نوط الجو
- ميدالية الخدمة في فيتنام [لغات أخرى]
- جوائز جوبيتر [لغات أخرى]

ويليام أوليفر ستون (بالإنجليزية: Oliver Stone) ولد في 15 سبتمبر 1946، هو مخرج وسيناريست أمريكي، حائز على جائزة الأوسكار ثلاث مرات (جائرتين للأخراج وجائزة للسناريو)، عرف عنه انتقاده للمجتمع الأمريكي وسياسة الحكومة الأمريكية، أخرج في عام 2006 فيلم عن أحداث 11 أيلول، كما أخرج العديد من الأفلام مثل ولد في الرابع من يوليو وفصيلة.وأخر أعماله الوثائقية الهامة - سلسلة (التاريخ غير المروي للولايات المتحدة)

## الترشيحات والجوائز

### الأوسكار
- أفضل نص مقتبس عام 1979 عن فيلم Midnight Express وفاز بها
- أفضل نص أصلي بالمشاركة مع ريك بويل عام 1987 عن فيلم Salvador
- أفضل نص أصلي عام 1987 عن فيلم Platoon[22]
- أفضل مخرج عام 1987 عن فيلم Platoon وفاز بها[22]
- أفضل نص مقتبس بالمشاركة مع رون كوفيك عام 1990 عن فيلم Born on the Fourth of July
- أفضل فيلم بالمشاركة مع أ.كيتمان هو عام 1990 عن فيلم Born on the Fourth of July
- أفضل مخرج عام 1990 عن فيلم Born on the Fourth of July وفاز بها
- أفضل نص مقتبس بالمشاركة مع زاشارى سكلر عام 1992 عن فيلم JFK
- أفضل فيلم عام 1992 عن فيلم JFK
- أفضل مخرج عام 1992 عن فيلم JFK
- أفضل نص أصلي بالمشاركة مع ستيفان جى. ريفلز وكريستوفر ويلكسون عام 1996 عن فيلم Nixon

### الغولدن غلوب
- أفضل نص عام 1979 عن فيلم Midnight Express وفاز بها
- أفضل نص عام 1987 عن فيلم Platoon
- أفضل مخرج عام 1987 عن فيلم Platoon وفاز بها
- أفضل مخرج عام 1995 عن فيلم Natural Born Killers
- أفضل نص بالمشاركة مع رون كوفيك عام 1990 عن فيلم Born on the Fourth of July وفاز بها
- أفضل مخرج عام 1990 عن فيلم Born on the Fourth of July وفاز بها
- أفضل نص بالمشاركة مع زاشارى سكلر عام 1992 عن فيلم JFK
- أفضل مخرج عام 1992 عن فيلم JFK وفاز بها
- أفضل مخرج عام 1995 عن فيلم Natural Born Killers

## أعماله
- مجنون المارتينيك (1970، قصير)
- العام الماضي في فيتنام (1971، قصير)
- ضبط والمعروف أيضا باسم ملكة الشر (1974)
- اليد (1981)
- سلفادور (1986)
- فصيلة (1986)
- وول ستريت (1987)
- حديث لراديو (1988)
- ولد في الرابع من يوليو (1989)
- أبواب (1991)
- ج ف ك (1991)
- السماء والأرض (1993)
- قتلة بالفطرة (1994)
- نيكسون (1995)
- منعطف (1997)
- أي يوم أحد (1999)
- ألكسندر (2004)
- مركز التجارة العالمي (2006)
- دبل يو (2008)
- وول ستريت: المال لا ينام أبدا

## وصلات خارجية
- The Oliver Stone Experience (official Oliver Stone website)
- أوليفر ستون على موقع IMDb (الإنجليزية)
- أوليفر ستون على موقع الموسوعة البريطانية (الإنجليزية)
- أوليفر ستون على موقع مونزينجر (الألمانية)
- أوليفر ستون على موقع قاعدة بيانات الأفلام العربية
- أوليفر ستون على موقع ألو سيني (الفرنسية)
- أوليفر ستون على موقع ميوزك برينز (الإنجليزية)
- أوليفر ستون على موقع تيرنر كلاسيك موفيز (الإنجليزية)
- أوليفر ستون على موقع أول موفي (الإنجليزية)
- أوليفر ستون على موقع بوكس أوفيس موجو (الإنجليزية)
- أوليفر ستون على موقع قاعدة بيانات الأفلام السويدية (السويدية)
- A biography of Oliver Stone
- Oliver Stone Bibliography (via UC Berkeley)
- Oliver Stone, an Independent American Director

وصلة لفديوهات التاريخ غير المروي للولايات المتحدة
https://www.youtube.com/playlist?list=PLmrET10kAE94a60rs7iOsSyz7A1ni_acU